# Сан-Мигел-ду-Мату (Возела)

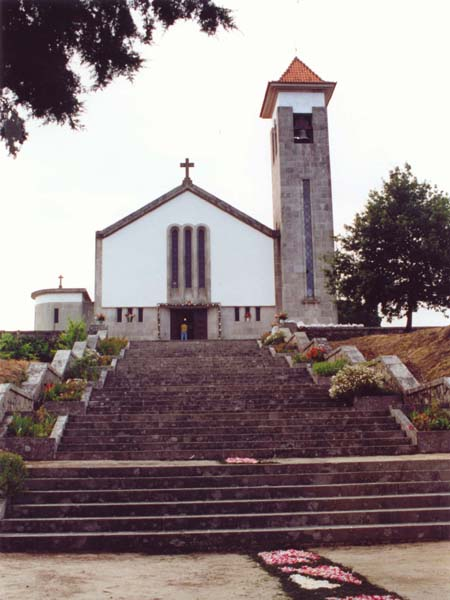
Собор

Сан-Мигел-ду-Мату (порт. São Miguel do Mato) — район (фрегезия) в Португалии, входит в округ Визеу. Является составной частью муниципалитета Возела. Находится в составе крупной городской агломерации Большое Визеу. По старому административному делению входил в провинцию Бейра-Алта. Входит в экономико-статистический субрегион Дан-Лафойнш, который входит в Центральный регион. Население составляет 1128 человек на 2001 год. Занимает площадь 9,11 км².
Покровителем района считается Архангел Михаил (порт. São Miguel Arcanjo).